# Reichsobstsorte
Reichsobstsorte ist die Bezeichnung für die 1922 durch die Deutsche Obstbau-Gesellschaft für den Obstbau im Deutschen Reich empfohlenen Obstsorten.
Die Auswahl erfolgte am 24. Januar 1922 auf einer Tagung der Deutschen Obstbau-Gesellschaft in Eisenach. Ziel dieser Auswahl war es, das Sortenspektrum zu vereinheitlichen. Dabei sollten nur widerstandsfähige Sorten, die sich durch gute geschmackliche und wirtschaftliche Eignung auszeichneten, berücksichtigt werden. Es wurden die drei Apfelsorten Bohnapfel, Jakob Lebel (auch 'Eisenbahner' genannt) und Ontarioapfel sowie die drei Birnensorten Williams Christ, Boscs Flaschenbirne und Köstliche aus Charneux zum Anbau empfohlen. Die Weltwirtschaftskrise und der Zweite Weltkrieg verhinderten eine nennenswerte Umsetzung im Obstbau.